# Belgaraths dotter
Belgaraths dotter är den första delen i David och Leigh Eddings fantasyserie Polgara Besvärjerskan. På svenska är den en egen bok, men den omfattar kapitel 1-22 i Polgara the Sorceress.
- Originaltitel: Polgara the Sorceress
- Utgivningsår: 1999 (eng: 1997)